# Kázsmárk
Kázsmárk este un sat în districtul Szikszó, județul Borsod-Abaúj-Zemplén, Ungaria, având o populație de 1.005 locuitori (2011). 

## Demografie
Componența etnică a satului Kázsmárk
     Maghiari (68,32%)
     Romi (30,88%)
     Alții (0,8%)
Componența confesională a satului Kázsmárk
     Romano-catolici (27,56%)
     Greco-catolici (25,87%)
     Reformați (20%)
     Fără religie (4,48%)
     Necunoscută (22,09%)
Conform recensământului din 2011, satul Kázsmárk avea 1.005 locuitori. Din punct de vedere etnic, majoritatea locuitorilor (68,32%) erau maghiari, cu o minoritate de romi (30,88%). Nu există o religie majoritară, locuitorii fiind romano-catolici (27,56%), greco-catolici (25,87%), reformați (20,0%) și persoane fără religie (4,48%). Pentru 22,09% din locuitori nu este cunoscută apartenența confesională.